# Фокс (затока)
Фокс (англ. Foxe Basin) — затока в Північному Льодовитому океані, омиває береги Канади. Названа на честь англійського дослідника Люка Фокса.

## Опис
Довжина затоки становить 650 км, ширина — 370 км. Припливи добові, їхня величина від 1,2 до 9 м. Замерзає у жовтні. Льодові паки поширені на півночі і рухаються в південному напрямку.
Утворює просторе розширення між островами Баффінова Земля зі сходу та півостровом Мелвілл і островом Саутгемптон на заході. Глибина невелика: на півночі та в центрі сягає 110 м, а на півдні досягає 400 м.
На півдні протокою Фокс сполучена із Гудзоновою протокою, на півночі протокою Ф'юрі-енд-Хекла — із затокою Бутія.
Береги скелясті на півдні та низинні на півночі. На високих кручах гніздяться морські птахи. На островах Баффінова Земля та Саутгемптон поширені прибережні болота.
Затока має численні острови, найбільші з яких: Принс-Чарльз, Ер-Форс, Брей, Роулі, Кох, Вінтер, Вансіттарт, Вайт та група островів Спайсер.
В затоку зливаються води льодовиків острова Баффінова Земля через численні короткі річки та озера. Найбільше з таких водойм є озеро Неттіллінг, а річка Ханіш.
Поселення, що розташовані на березі затоки: Іглулік, Фолі, Набукьюак.
Прохолодна вода затоки забезпечує насиченість її фітопланктоном. Тому численні дрібні острови є житлом для багатьох видів морських птахів, а саме чайок та сивок.

## Клімат
Північна частина акваторії лежить в арктичному кліматичному поясі, а південна — в субарктичному кліматичному поясі. На півночі цілий рік переважає полярна повітряна маса. Льодовий покрив цілорічний. Низькі температури повітря цілий рік. Атмосферних опадів випадає недостатньо. Порівняно м'яка зима і холодне літо. На півдні влітку переважають помірні повітряні маси, чітко відстежується сезонна зміна панівних вітрів. Прохолодне сире літо з частими туманами; зима досить вітряна й волога.

## Біологія
Акваторія затоки належить до екорегіону Гудзонового комплексу арктичної зоогеографічної провінції. Зоогеографічно донна фауна континентального шельфу й острівних мілин до глибини 200 м належить до арктичної циркумполярної області арктичної зони.

## Галерея

Мапа затоки Фокс
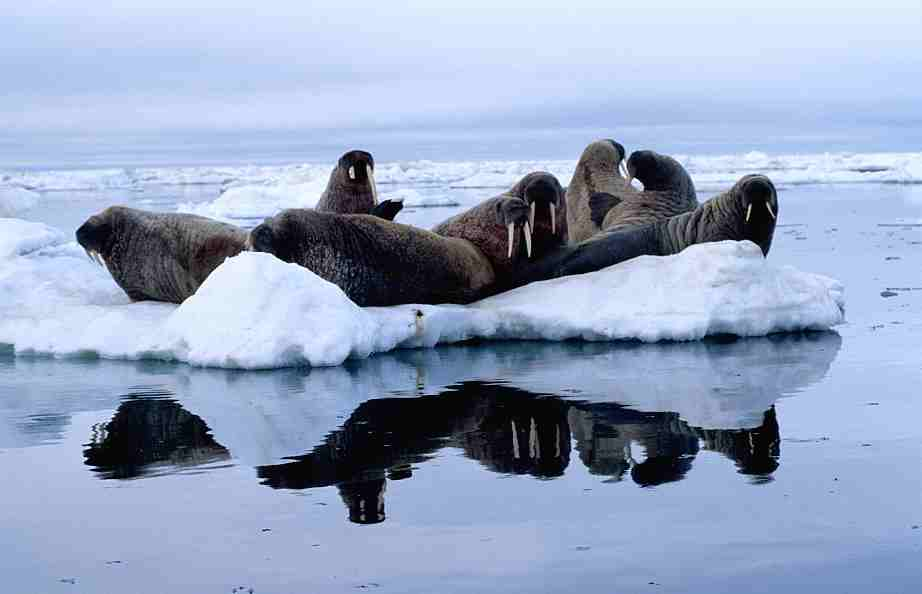
Моржі на льоду в затоці Фокс. Липень, 1999
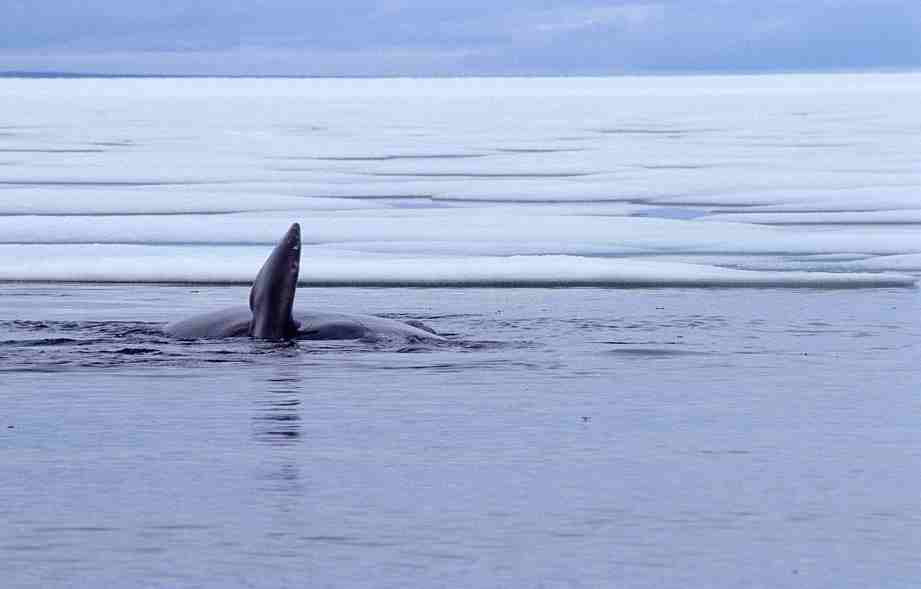
Хвіст кита в затоці Фокс. Липень, 1999